# 突尾艾蛛
突尾艾蛛（学名：Cyclosa conica），又名突尾塵蛛，为园蛛科艾蛛属的动物。分布于全北区、台湾岛以及中国大陆的浙江等地。